# Катеринівська сільська рада (Кам'янський район)
Катери́нівська сільська́ ра́да — адміністративно-територіальна одиниця та орган місцевого самоврядування в Кам'янському районі Черкаської області. Адміністративний центр — село Катеринівка.

## Загальні відомості
- Населення ради: 541 особа (станом на 2001 рік)

## Населені пункти
Сільській раді були підпорядковані населені пункти:
- с. Катеринівка

## Склад ради
Рада складалася з 12 депутатів та голови.
- Голова ради: Борисенко Василь Григорович

### Керівний склад попередніх скликань
| Прізвище, ім'я, по батькові  | Основні відомості                                                                     | Дата обрання | Дата звільнення |
| ---------------------------- | ------------------------------------------------------------------------------------- | ------------ | --------------- |
| Борисенко Василь Григоровитч | Сільський голова, 1954 року народження, член Всеукраїнського об'єднання «Батьківщина» | 26.03.2006   | 31.10.2010      |
| Борисенко Василь Григорович  | Сільський голова, 1954 року народження, освіта вища, член Партії регіонів             | 31.10.2010   |                 |

Примітка: таблиця складена за даними сайту Верховної Ради України

### Депутати
За результатами місцевих виборів 2010 року депутатами ради стали:

#### За суб'єктами висування
| Суб'єкт висування              | Кількість обраних депутатів | %   |
| ------------------------------ | --------------------------- | --- |
| Самовисування                  | 9                           | 75  |
| Народна партія                 | 1                           | 8,3 |
| Партія регіонів                | 1                           | 8,3 |
| Партія «Соціалістична Україна» | 1                           | 8,3 |

#### За округами
| № округу                       | Прізвище, ім'я, по батькові   | Дата визнання обраним | Освіта             | Партійна приналежність | Відомості про обраного депутата               |
| ------------------------------ | ----------------------------- | --------------------- | ------------------ | ---------------------- | --------------------------------------------- |
| Народна Партія                 |                               |                       |                    |                        |                                               |
| 10                             | Буленко Віталій Олексійович   | 04.11.2010            | середня            | член Народної партії   | тимчасово не працює                           |
| Партія регіонів                |                               |                       |                    |                        |                                               |
| 4                              | Борисенко Надія Іванівна      | 04.11.2010            | вища               | член Партії регіонів   | Сільська рада, землевпорядник                 |
| Партія «Соціалістична Україна» |                               |                       |                    |                        |                                               |
| 11                             | Бурмелюк Ірина Володимирівна  | 04.11.2010            | середня спеціальна | позапартійна           | Терцентр, соцпрацівник                        |
| Самовисування                  |                               |                       |                    |                        |                                               |
| 1                              | Намуравна Тамара Григорівна   | 04.11.2010            | середня            | член Партії регіонів   | ТОВ «Інвестагропром», секретар                |
| 2                              | Саленко Світлана Григорівна   | 04.11.2010            | середня            | позапартійна           | Дитячий садок, вихователь                     |
| 3                              | Губенко Володимир Семенович   | 04.11.2010            | середня            | позапартійний          | тимчасово не працює                           |
| 5                              | Шевченко Вікторія Василівна   | 04.11.2010            | середня            | член Партії регіонів   | Сільська рада, секретар                       |
| 6                              | Березій Світлана Анатоліївна  | 04.11.2010            | середня            | член Партії регіонів   | Сільська рада, касир                          |
| 7                              | Мельник Катерина Семенівна    | 04.11.2010            | середня            | член Партії регіонів   | Сільська рада, техпрацівник                   |
| 8                              | Олефіренко Сергій Валерійович | 04.11.2010            | середня            | позапартійний          | ТОВ «Агросвіт», охоронник                     |
| 9                              | Кравченко Катерина Миколаївна | 04.11.2010            | вища               | член Партії регіонів   | Сільська рада, бухгалтер                      |
| 12                             | Мельник Микола Іванович       | 04.11.2010            | середня спеціальна | позапартійний          | загальноосвітня школа с. Катеринівка, вчитель |